# Logis de Bellebranche
Le logis de Bellebranche est une maison située à Écouflant, en France.

## Localisation
La maison est située dans le département français de Maine-et-Loire, sur la commune d'Écouflant.

## Historique
L'édifice est inscrit au titre des monuments historiques en 1975.